# Cratere Alma
Alma  è un cratere sulla superficie di Venere.